# Coupe Davis 2025
Pour un article plus général, voir Coupe Davis.
Navigation
Édition précédente Édition suivante
La Coupe Davis 2025 est la 113e édition de ce tournoi de tennis professionnel masculin par nations. La phase qualificative se déroule du 31 janvier au 2 février puis du 12 au 14 septembre dans les pays hôtes des confrontations et la phase finale est jouée du 18 au 23 novembre à Bologne.

## Contexte
À la suite de l'invasion de l'Ukraine par la Russie en 2022, la Russie et la Biélorussie sont bannies de la compétition.

## Phase qualificative

### 1ertour
Le premier tour de la phase qualificative se déroule du 30 janvier au 2 février. Les nations vainqueures sont qualifiées pour le 2e tour.
| Lieu       | Surface      | Hôtes             | Score | Visiteurs            |
| ---------- | ------------ | ----------------- | ----- | -------------------- |
| Stockholm  | Dur (int.)   | Suède (GM1)       | 1-3   | Australie [1] (PF)   |
| Montréal*  | Dur (int.)   | Canada [2] (PF)   | 2-3   | Hongrie (GM1)        |
| Vilnius    | Dur (int.)   | Israël (GM1)      | 1-3   | Allemagne [3] (PF)   |
| Taipei*    | Dur (int.)   | Taipei (GM1)      | 0-4   | États-Unis [4] (PF)  |
| Copenhague | Dur (int.)   | Danemark (GM1)    | 3-2   | Serbie [5] (GM1)     |
| Osijek     | Dur (int.)   | Croatie [6] (GM1) | 3-1   | Slovaquie (PF)       |
| Orléans    | Dur (int.)   | France [7]        | 4-0   | Brésil               |
| Bienne     | Dur (int.)   | Suisse            | 1-3   | Espagne [8]          |
| Ostrava    | Dur (int.)   | Tchéquie [9]      | 4-0   | Corée du Sud         |
| Miki       | Dur (ext.)   | Japon             | 3-2   | Grande-Bretagne [10] |
| Schwechat  | Terre (int.) | Autriche          | 4-0   | Finlande [11]        |
| Hasselt    | Dur (int.)   | Belgique [12]     | 3-1   | Chili                |
| Fjellhamar | Dur (int.)   | Norvège           | 2-3   | Argentine [13]       |

## Phase finale
La phase finale consiste en une phase à élimination directe.
Elle met aux prises 8 équipes sélectionnées en fonction de leurs résultats durant l'édition précédente ainsi que la phase qualificative de la présente édition :
- la nation tenante du titre, exemptées de phase qualificative (sur la première ligne),
- les nations ayant remporté leurs matchs de qualification.

| Phase finale |  |  |  |
| Italie (V)   |  |  |  |
|              |  |  |  |